# 6-я армия (Италия)
6-я армия (итал. 6 Armata) — итальянская армия, принимавшая участие во Второй мировой войне. Армия участвовала в боях на Сицилии.

## Боевой путь
6-я итальянская армия была сформирована 15 февраля 1941 года для обороны южной части Апеннинского полуострова, Сицилии и Сардинии вместо расформированной 3-й армии. В сентябре после формирования на юге Италии 7-й армии, части 6-й армии заняли оборону в Сицилии и Калабрии. Во время вторжения войск Союзников в Сицилию 6-я армия в боях понесла большие потери и вынуждена была эвакуироваться в Северную Италию. После Капитуляции Италии (8 сентября 1943) армия прекратила своё существование, часть солдат попала в немецкий плен.

### Состав армии
На июль 1943 года (Сицилийская операция):
- 12-й корпус
- 16-й корпус
- 14-й немецкий танковый корпус
- Морской гарнизон

## Командующие армией
- генерал Эзио Росси (1941—1943)
- генерал Марио Роатта (1943)
- генерал Альфредо Гуццони (1943)